# はまこ・テラこ
はまこ・テラこは、WAHAHA本舗所属の男女お笑いコンビ。漫才協会会員。
結成当初から2018年7月まで実の夫婦であり、夫婦漫才コンビだった。

## メンバー
はまこ／浜田もり平（はまだもりへい、1978年10月8日（46歳） - ）
- 青森県青森市出身。 血液型O型。
- 以前は「楽珍トリオ」というトリオで活動。
- 東京NSC6期生。卒業後ピン芸人「ハマ男爵」としてデビュー。NSC時代はカズ&アイのカズとコンビを組んでいた。[2]
- 高校生時代の部活はボクシング部で、一年生の時にインターハイに出場。
- 高校卒業後に航空自衛隊に入隊し小牧基地に配属、ヘリコプター整備員を務めた[3]。
- 本名で活動していたが、2005年に現在の芸名に改名。

テラこ／寺田奈美江（てらだ なみえ、1979年8月16日（45歳） - ）
- 静岡県清水市（現・静岡市清水区）出身、血液型A型。
- セクシー寄席としても活動中で、代表的なネタは「セクシーなぞなぞ」。
- 1998年に喰始ワークショップ参加後、2000年10月にWAHAHA本舗に所属。

## 来歴
- 共に芸人として活動していた2005年から、3年の交際の後に結婚[1]。2009年、M-1グランプリ出場を機に正式にコンビとして結成[1]。
- M-1グランプリ2009 三回戦進出
- 2011年、漫才協会に所属[1]。
- 第14回（2015年）・第19回（2020年）漫才新人大賞決勝進出
- 2018年7月、離婚を発表。コンビ活動はその後も継続する[1]。
- 2022年2月 浜松漫才グランプリ2021リベンジ[4] 優勝

## 芸風
ネタは主に漫才で、テラこの暴走をはまこが制止するというスタイルで、アドリブも多く取り入れての掛け合いを演じている。
離婚して以降は、はまこがよりを戻したがり、テラこが拒否をするというスタイルを多く演じている。ネタの流れは主に、はまこが「〜なので○（マル）です」というオチに持って行った後、テラこが「でも私たち戸籍上には×が付いているんです」と発して締めている。
2024年以降、落語芸術協会の定席興行（主に五代目三遊亭圓馬が主任を務める番組）に同協会所属外ながら、同じ漫才協会所属の青空ピー介・プー子とともに不定期で色物枠で顔付けされ、落語の定席寄席へ出演する機会が増えている。

## 出演番組

### テレビ
- 爆笑レッドカーペット（フジテレビ）- 2012年1月1日、キャッチコピーは「夫婦本舗」
- オンバト+（NHK総合）戦績0勝1敗 最高153KB
- さまぁ〜ZOO（テレビ東京）
- おはスタ（テレビ東京） - 2013年9月13日、『ひなこ姫を起こせ!』に出演
- NONFIX（フジテレビ）- 2013年11月21日
- 年忘れ漫才競演（NHK総合テレビジョン）- 2013年12月23日
- 駆け込みドクター!運命を変える健康診断（TBS）- 2014年8月24日
- 東京★漫才コレクション（テレビ東京）- 2015年8月1日
- じわじわチャップリン（テレビ東京）
- バナナサンド（TBS）- 2020年11月18日

### ラジオ
- GOGOワイドらぶらじ（静岡放送）- 寺田のみ、2015年10月からレギュラーパーソナリティ（2016年3月まで月・火曜 → 2016年4月から金曜出演）

### テレビドラマ
- はみだし刑事情熱系（テレビ朝日） - 寺田のみ、広山ミホ役
- 金曜エンタテイメント「お局探偵亜木子&みどりの旅情事件帳4」（フジテレビ） - 2001年5月25日、寺田のみ
- 女金融道シリーズ1（TBS） - 2003年9月11日、寺田のみ
- 特命係長 只野仁 3rdシーズン（テレビ朝日） - 寺田のみ、第25話「仮面ストーカー」出演

### 映画
- 吸血少女対少女フランケン（寺田のみ）
- 漫才協会 THE MOVIE 舞台の上の懲りない面々（2024年3月1日、KADOKAWA/ミックスゾーン/中京テレビ放送/ミラクルヴォイス[5]）

浜田の楽珍トリオ時代の出演については楽珍トリオ#出演の節を、寺田のセクシー寄席時代の出演についてはセクシー寄席#出演の節をそれぞれ参照。